# 十河存保
十河存保（1554年—1587年1月20日），戰國時代到安土桃山時代的武將。

## 生涯
天文二十三年（1554年）出生，是三好長慶之弟三好義賢的次男，母親是岡本牧西之女・小少將。
永禄四年（1561年）三月，叔父、讚岐國十河城主十河一存忽然去世，接着在永禄六年（1563年）八月，三好氏宗家當主三好長慶的嫡子三好義興也因病早逝。因此，一存的嫡子重存（後來稱為三好义继）繼承了三好家。與此同時，存保以養子的身份继承了十河家。由於義賢在永禄五年（1562年）三月戰死（久米田之戰），繼承其阿波三好家當主之位的長子三好長治及繼承十河家的存保尚且年幼，因此由義賢的舊臣篠原長房、篠原自遁、赤澤宗傳共同輔佐阿波三好家及十河家。
存保曾在三好氏與織田信長敵對的時候與信長作戰。但在意圖稱霸四國的土佐長宗我部元親崛起時，轉而與信長聯手抵制之，於天正元年（1573年）正式向信長投降。天正五年（1577年），其親兄、阿波國的三好長治遭長宗我部元親及異父兄細川真之殺害。天正六年（1578年）進入了阿波勝端城意圖挽回三好家在阿波的勢力，在信長的援助下戰況十分有利，此時的存保已經是僅存的三好勢力，實質上的非三好宗家的三好氏當主。
天正十年（1582年），十河存保在信長攻略四國的計劃中，擔任先鋒在讚岐及阿波奮戰，但信長卻於六月二日在本能寺之變中遇害，失去後盾的存保實力大減，同年八月香川親和進攻香西佳清守備之藤尾城，佳清向長宗我部氏降伏，並與香川氏合流進攻於十河城籠城之城代十河存之（三好義繼的弟弟），同時間，存保於入侵阿波的中富川之戰中，敗於長宗我部及香川總勢3萬6千的聯軍，被迫放棄阿波勝瑞城而撤往讚岐，九月自讚岐虎丸城撤退。同年十月再度入侵阿波國茅ヶ岡城，逼迫細川真之自殺。但讚岐的十河城及虎丸城等亦在天正十二年（1584年）六月遭到長宗我部元親攻陷，存保逃亡至大阪的羽柴秀吉處。
天正十三年（1585年）六月，由於參加了秀吉的四國征伐，得以討回舊領讚岐十河3萬石。但僅是擔任仙石氏的與力大名，此時名為「十河孫六郎」，至於三好本宗家的繼承權以及阿波國的領有均不被承認。
天正十四年（1586年）的九州征伐之際，由於軍監仙石秀久錯誤的作戰計劃，使十河存保不幸在戶次川之戰中遭島津家久部隊擊斃，享年33。
在户次川之战中，存保曾对家臣说：“我的嫡男千松丸尚未拜见丰臣秀吉。如果我去世，一定要让他去见秀吉，以维持十河家。”然而，在存保去世后，其领地遭到没收。